# Eduardo Domínguez
Eduardo Domínguez (Lanús, 1 september 1978) is een Argentijns voetballer. 
Domínguez begon zijn carrière bij Vélez Sarsfield in 1996 en maakte deel uit van het team dat in 1998 de Clausura-titel behaalde. Na een jaar bij Club Olimpo trok hij naar Racing Club, waar hij een zware blessure had. Na een seizoen bij Independiente koos hij voor het buitenland met het Colombiaanse Independiente Medellín. Hier speelde hij een belangrijke rol en keerde na twee seizoenen terug naar Argentinië om voor Huracán te spelen. Na een kort avontuur bij LA Galaxy ging hij terug naar Huracán. 